# Conférence de Bandung
Pour les articles homonymes, voir Bandung (homonymie).
La conférence de Bandung s'est tenue du 18 au 24 avril 1955 à Bandung, en Indonésie, réunissant pour la première fois les représentants de vingt-neuf pays africains et asiatiques dont Gamal Abdel Nasser (Égypte), Jawaharlal Nehru (Inde), Soekarno (Indonésie) et Zhou Enlai (Chine). Cette conférence marqua l'entrée sur la scène internationale des pays décolonisés du « tiers monde ». Ceux-ci ne souhaitant pas intégrer les deux blocs qui se font face, menés par les États-Unis et l'URSS, choisissent le non-alignement.

## Contexte

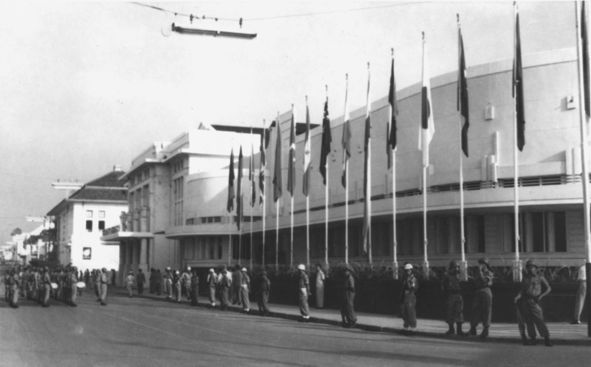
Le ' où s'est tenue la majeure partie de la conférence (photo de 1955).

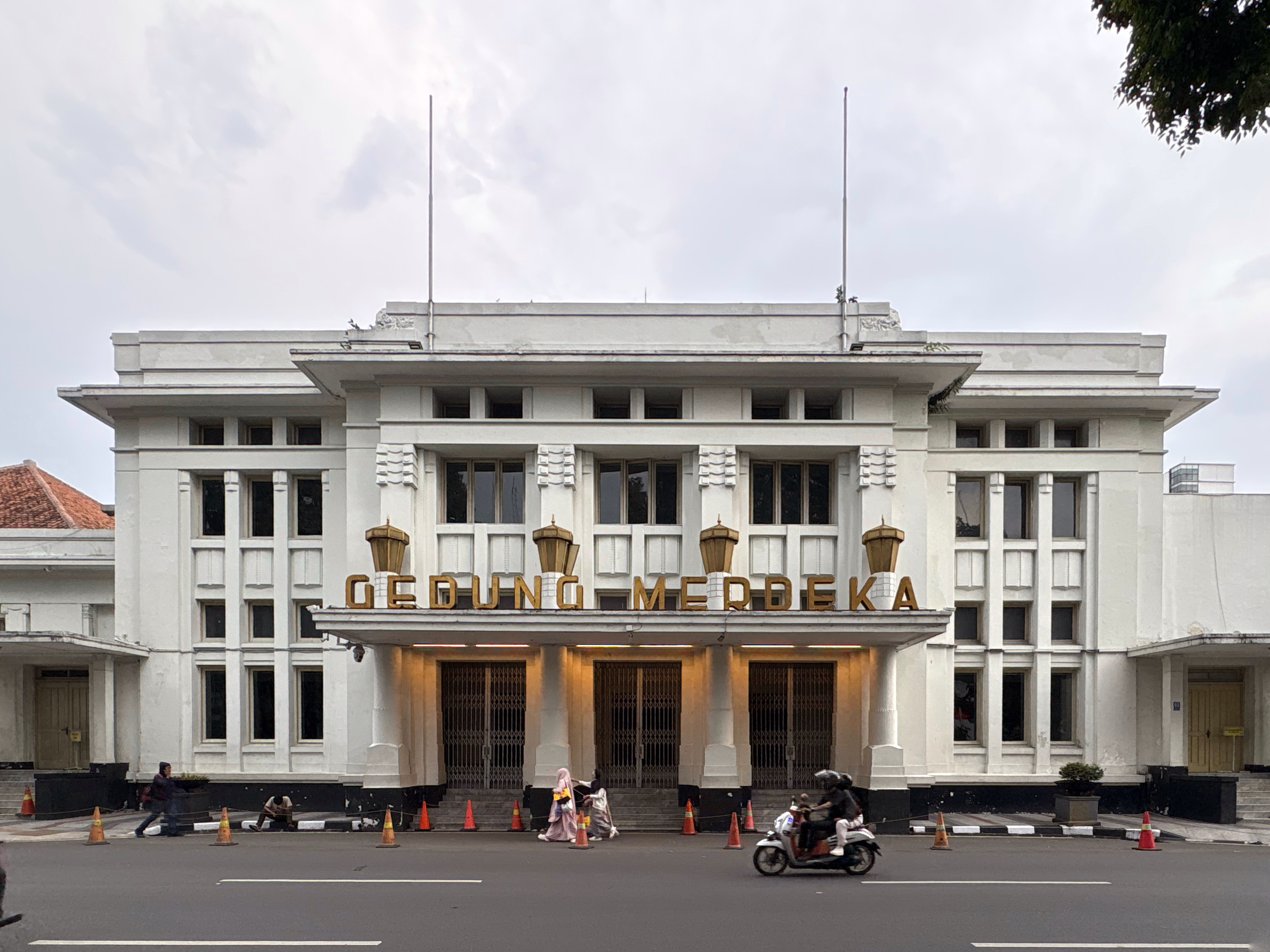
Le Gedung Merdeka en 2025.

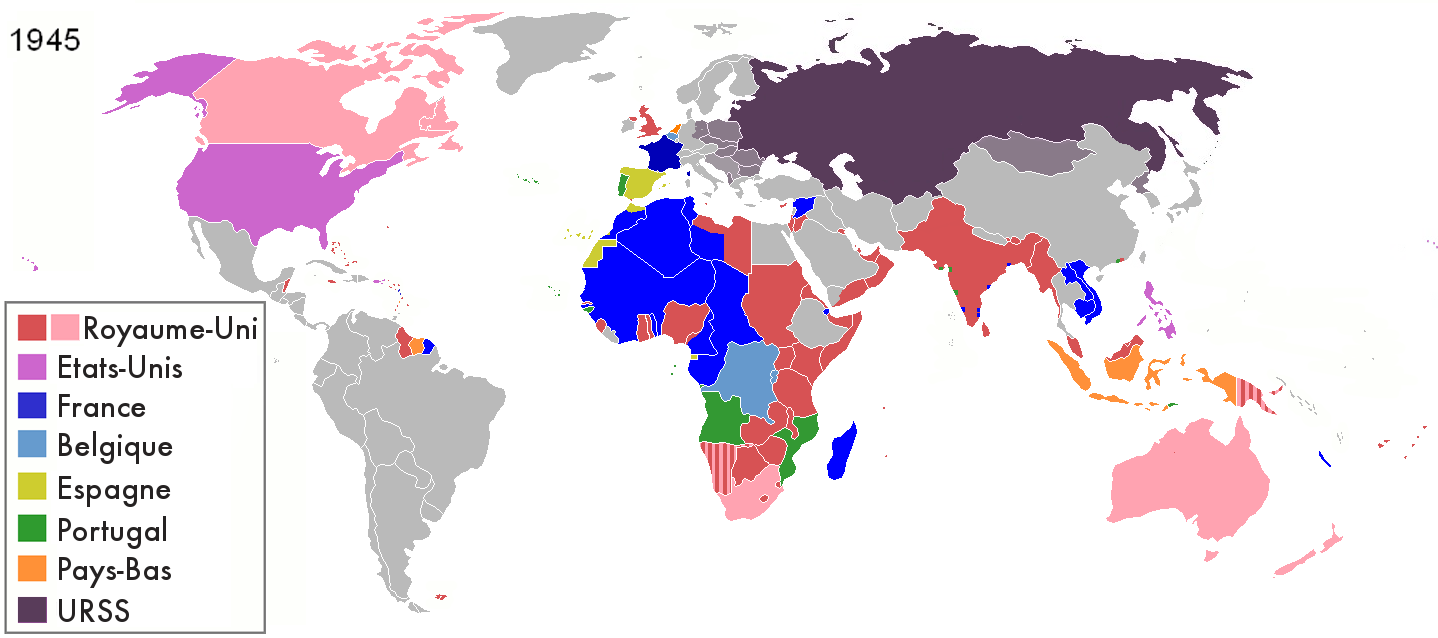
Situation des colonies en 1945, au sortir de la Seconde Guerre mondiale : la décolonisation s'opère avec l'effacement des anciennes métropoles au profit des deux superpuissances de la guerre froide en devenir (États-Unis et Union soviétique), qui transfèrent leur opposition via leur influence sur ces nouveaux pays indépendants, nonobstant l'affirmation ultérieure d'un « troisième bloc » des non-alignés.

Dès les années 1930, on assiste au développement de mouvements nationalistes revendiquant l'indépendance de leur pays ; ils se renforcent au lendemain de la Seconde Guerre mondiale. Au lendemain de la conférence de Genève qui, en 1954, met fin à la guerre d'Indochine, les nouvelles puissances asiatiques veulent accélérer le processus d'indépendance.
En 1955, une trentaine de pays asiatiques et africains ont acquis leur indépendance. Le monde est alors dans un contexte de guerre froide opposant le camp soviétique au bloc occidental. Conscients de leur force, ces pays nouvellement indépendants décident alors de tout mettre en œuvre pour aider les autres colonies à acquérir elles aussi leur indépendance. L'Asie a été le premier continent à voir se multiplier de nouveaux États ayant accédé à leur souveraineté aux dépens des puissances coloniales occidentales, ce qui explique la localisation de la conférence à Bandung. Les grands acteurs de cette rencontre sont l'Indien Nehru, l'Égyptien Gamal Abdel Nasser, et le Chinois Zhou Enlai.

## Conférence de Bandung
« Une Conférence des Nations afro-asiatiques convoquée par les gouvernements de Birmanie, de Ceylan, de l'Inde, d'Indonésie et du Pakistan s'est réunie à Bandung du 18 au 24 avril 1955 ».

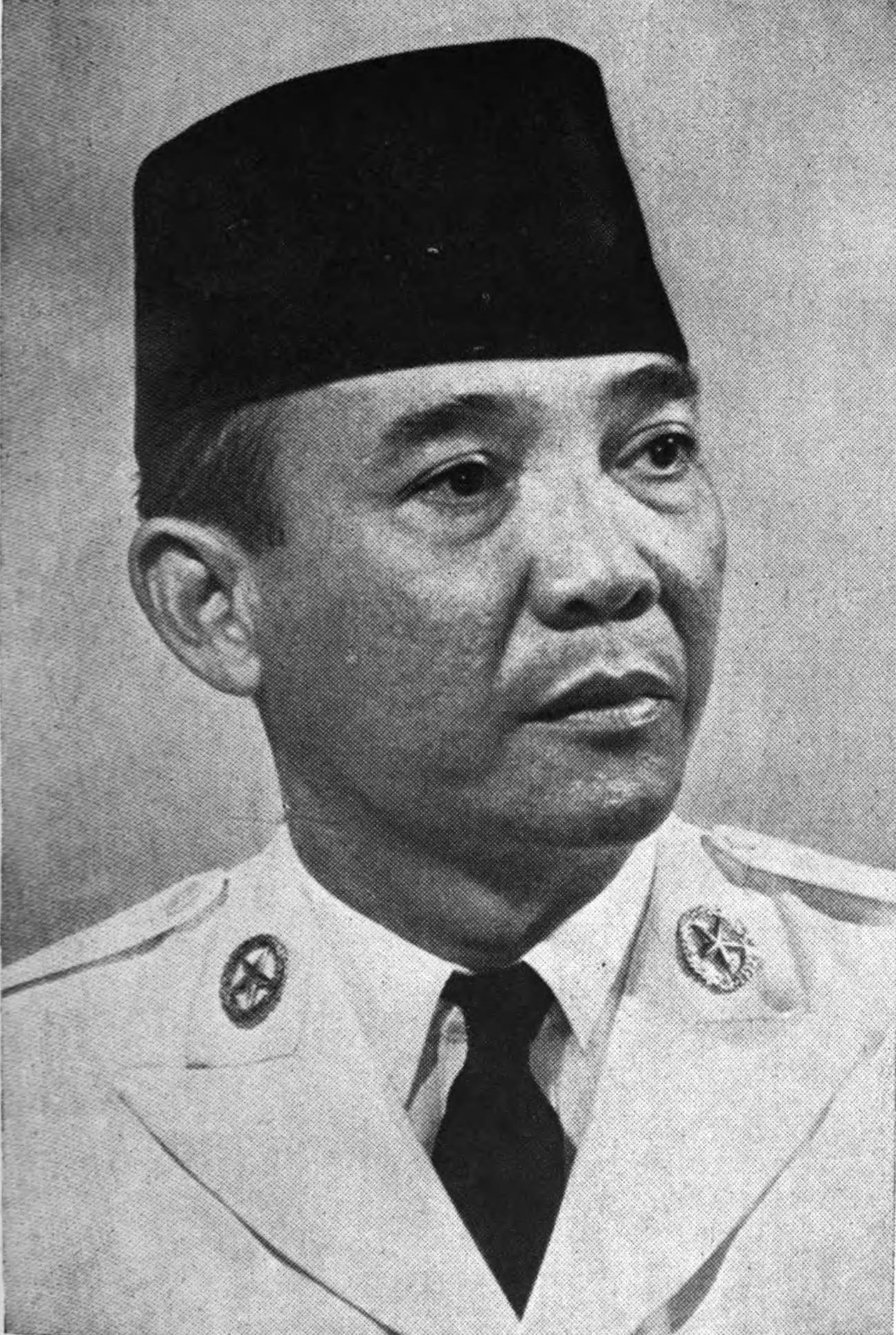
Soekarno, celui-ci accueillit la conférence.

Les cinq puissances invitantes de Bandung (avril 1955) – l'Inde, Ceylan (l'actuel Sri Lanka), le Pakistan, la Birmanie et l'Indonésie – s'étaient réunies à Colombo, du 5 avril au 2 mai 1954, pour chercher les moyens d'accélérer la conclusion de la paix en Indochine. Les cinq prennent alors position contre les essais nucléaires, la politique des blocs et le colonialisme et se prononcent pour l'admission de la république populaire de Chine aux Nations unies.
Quelques mois plus tard, en décembre 1954, les cinq de Colombo se retrouvent à Bogor, localité proche de la capitale indonésienne Jakarta, pour décider des derniers préparatifs de la conférence, et, notamment, pour établir la liste des pays à inviter à prendre part à la création d'une zone de paix fondée sur les principes de la coexistence pacifique. 25 pays, dont la Chine et le Nord Viêt Nam communistes, sont invités, et, parmi eux, seule la fédération d'Afrique centrale décline l'invitation.

## Les Nations participantes
29 pays se rendent à la conférence : 23 d'Asie (Afghanistan, Arabie saoudite, Birmanie, Cambodge, Ceylan, république populaire de Chine, Inde, Indonésie, Irak, Iran, Japon, Jordanie, Laos, Liban, Népal, Pakistan, Philippines, Syrie, Thaïlande, Turquie, Viêt Nam du Nord, Viêt Nam du Sud, Yémen), et 6 d'Afrique (Côte-de-l'Or, Éthiopie, Liberia, Libye, Égypte, Soudan) ce qui reflète le fait que la plus grande partie de ce continent est encore colonisée. Le Japon est le seul pays industrialisé à assister à la conférence. Pour l'Afrique, une délégation du FLN algérien est aussi présente ainsi que le Destour tunisien.
Vu le pluralisme des langues et des pays, la langue choisie pour les travaux, et la résolution finale, est l'anglais. Les dirigeants et les délégations s'expriment le plus souvent dans les langues nationales, mais déjà certains dirigeants comme Nasser ou Soekarno s'expriment en anglais. Les documents sont traduits et des interprètes sont présents.

### Les personnalités participantes
Plus de 2 000 personnalités sont présentes, et 400 journalistes. Parmi les noms, les plus célèbres, on peut retenir ceux de : 
- Soekarno, président de la république d'Indonésie
- Jawaharlal Nehru, Premier ministre de l'Inde
- Zhou Enlai, Premier ministre de la république populaire de Chine
- Gamal Abdel Nasser, président de la république d'Égypte
- Norodom Sihanouk, roi du Cambodge

### Les personnalités invitées
- Hocine Aït Ahmed, représente le FLN algérien, mais n'a pas été invité comme participant officiellement (il est associé à la délégation « invitée » des trois pays du Maghreb)[3].
- Kwame Nkrumah, chef du gouvernement local de Côte-de-l'Or, futur président de la république du Ghana, a été invité mais n'a pas été autorisé à voyager[4].

## Résolution finale

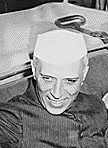
Nehru en 1949.

Le communiqué final de la conférence de Bandung, inspiré par le Premier ministre Indien Nehru, est marqué par le neutralisme et les principes de la coexistence pacifique mais peine à déterminer une ligne commune face aux « Grands » : aux non-engagés (Inde et Égypte), s'opposent, d'un côté, les pro-occidentaux, les pays de l'OTAN (Turquie), de l'OTASE (Pakistan, Philippines, Thaïlande) et du pacte de Bagdad (Irak, Iran, Pakistan, Turquie), et de l'autre, les États socialistes pro-soviétiques (république populaire de Chine et Nord Viêt Nam).
La conférence condamne la colonisation et l'impérialisme en général, et en particulier l’apartheid en Afrique du Sud. Les pays signataires appellent les pays encore colonisés à lutter pour leur indépendance, tout en privilégiant la solution pacifique et la négociation au conflit armé. Le gouvernement français (Faure II) est notamment pressé de trouver une solution aux problèmes de l'Algérie, du Maroc et de la Tunisie. Ils rappellent également la volonté de ne pas appartenir à l'un ou l'autre des deux blocs en pleine guerre froide opposant les États-Unis et le bloc soviétique. En outre, la conférence déclare appuyer les droits du « peuple arabe de Palestine ».
Bien que l'historiographie aie considéré pendant longtemps Bandung comme la base du tiers-mondisme, cette hypothèse est fausse. En effet, le terme de « tiers monde » a été conçu en 1952 par Alfred Sauvy pour désigner les pays « sous-développés » marginalisés. Il dénonçait la vision bipolaire du monde en rappelant qu'un « tiers » (troisième) monde existait. Or, cette conférence s'est terminée avec diverses visions du monde, qui ne pouvaient être résumées par un positionnement commun de tous contre les deux blocs de la guerre froide.

## Conséquences

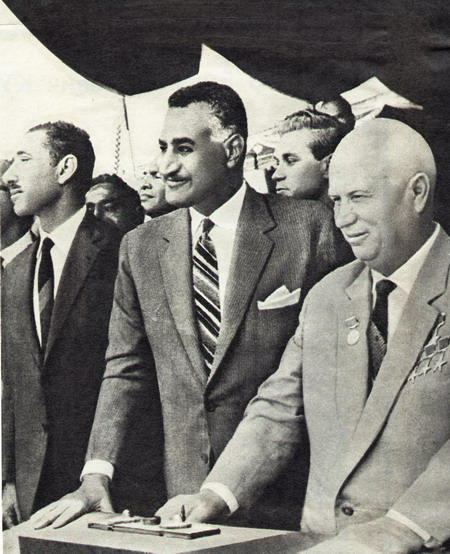
Nasser au côté de Khrouchtchev en 1964.

La conférence contribue à l'accélération du processus de décolonisation et à l'émergence d'un nouveau groupe de pays qui forment le « tiers monde » entre le bloc communiste et le bloc occidental. Dans la continuité, la conférence de Belgrade réunit certains de ces pays en 1961 et pose les bases du mouvement des non-alignés. Cependant, la conférence a mis en lumière les divisions existantes entre les pays plutôt proches d'un des deux blocs ou préférant le non-alignement. Le « non-alignement » est la position de certains États qui refusent de se ranger dans l'un ou l'autre des deux blocs, celui de l'Ouest ou celui de l'Est.

## Chronologie de la conférence de Bandung
- 28 avril 1954 : conférence de Colombo, à Ceylan ;
- 28 décembre 1954 : le groupe de Colombo se retrouve à Bogor, en Indonésie ;
- 18 au 24 avril 1955 : la conférence dite de Bandung se tient dans la ville du même nom, en Indonésie ;
- 24 avril 1955 : journée de clôture de la conférence de Bandung.